# Omsk Arena
Ne doit pas être confondu avec Oblast d'Omsk ou Omsk.
 (avril 2025).
Si vous disposez d'ouvrages ou d'articles de référence ou si vous connaissez des sites web de qualité traitant du thème abordé ici, merci de compléter l'article en donnant les références utiles à sa vérifiabilité et en les liant à la section « Notes et références ».
Omsk Arena (en russe : Омск-Арена) est une salle omnisports situé à Omsk en Russie. Elle est également appelée G-Drive Arena liée au contrat de naming avec Gazprom Neft. Il s'agit de la nouvelle patinoire de l'Avangard Omsk. Sa capacité est de 12 000 places.

## Historique
Le bâtiment est inauguré en 2007 et remplace le Sports-Concerts Complex Viktora Blinova. La salle est démolie en septembre 2019 pour être reconstruite et atteindre une capacité d'environ 12 000 personnes. 
L'ouverture de la nouvelle salle a eu lieu le 1er octobre 2022 avec un match de la saison de KHL 2022-2023 entre l'Avangard Omsk et le Sibir Novosibirsk.

## Événements
- 2 matchs de la Super Série 2007, 31 août et 1er septembre 2007